# Tramwaje w Keokuk
Tramwaje w Keokuk − zlikwidowany system komunikacji tramwajowej w Keokuk w Stanach Zjednoczonych, działający w latach 1883−1928.

## Historia
Pierwsze tramwaje w Keokuk uruchomiono w 1883, były to tramwaje konne. Łącznie eksploatowano dwie trasy tramwaju konnego. 7 kwietnia 1890 zlikwidowano sieć, a 30 sierpnia uruchomiono pierwsze tramwaje elektryczne. W 1903 otwarto linię podmiejską do Hamilton w Illinois. W późniejszych latach wybudowano linię do Warsaw. Sieć tramwajową zlikwidowano 15 maja 1928. Szerokość toru na liniach wynosiła 1435 mm. 